# Karatughan
Karatughan fou una comarca del Tabaristan a l'est del Miyan Rud (Miyan-du-rud), prop de Sari, que arribava a l'oest fins al riu Mihriban. Kamal-al-Din, el segon sayyid marashi (1362), que governava amb seu a Sari, va donar alguns governs als seus germans, especialment el germà Rida al-Din que fou nomenat governador d'Amol i Sharaf al-Din que va rebre el govern del Karatughan. Anys després, quan Tamerlà va ordenar creuar el Mazanderan a la seva avantguarda, el sayyid marashi Kamal al-Din no es va mostrar disposat a permetre-ho i va establir el seu campament a la llacuna Mahanasar on foren portats tots els tresors de la dinastia i les riqueses del Mazanderan (incloent-hi els béns dels comerciants, dels estrangers, dels notables, els arrabassats als čulabis, als djalalis, als sawadkuhis, etc.). Quan s'acostaven les forces de Tamerlà, Kamal al-Din va sortir amb les seves forces i es va dirigir a Karatughan on els dos exèrcits van xocar el 24 de setembre de 1392; els marashis van lluitar bé i van infringir greus pèrdues a l'enemic però finalment foren rebutjats per la superioritat numèrica d'aquest i es van replegar a Mahanasar que fou assetjada durant dos mesos i sis dies. Kamal al-Din va enviar llavors uns ulemes a Tamerlà per demanar el aman i mercès a la mediació de Malik Tus, van poder abandonar la fortalesa el 2 d'agost de 1393 amb la vida salvada; però els habitants de Mahanasar que no eren sayyids foren executats. El botí de Tamerlà fou dels més grans de la història al que es va afegir el pillatge de totes les ciutats entre Mahanasar i Amol i a Sari. Els sayyids foren enviats a Coràsmia i a Transoxiana per via marítima (mar Càspia) i fluvial.